# Marijan Christow
Marijan Christow (bułg. Мариян Христов, ur. 29 lipca 1973 roku w Botewgradzie), bułgarski piłkarz, występujący na pozycji środkowego pomocnika.
W bułgarskiej ekstraklasie zadebiutował w 1994 roku w barwach Slawii Sofia. W kolejnym sezonie był już zawodnikiem Lewskiego Sofia, z którym zajął drugie miejsce w lidze, tuż za Slawią. W 1997 roku przeszedł do beniaminka Bundesligi 1. FC Kaiserslautern. Niespodziewanie drużyna prowadzona przez Otto Rehhagela w inauguracyjnym sezonie w pierwszej lidze po długiej przerwie, sięgnęła po mistrzostwo Niemiec, a w kolejnych rozgrywkach dotarła do ćwierćfinału Ligi Mistrzów, gdzie przegrała z Bayernem Monachium. Christow był podstawowym zawodnikiem (tylko w sezonie 2002–2003 z gry wyeliminowała go kontuzja) Kaiserslautern aż do 2004 roku. Wówczas, kiedy klub zajął ostatnie gwarantujące pozostanie w lidze miejsce w tabeli, zdecydował się odejść do VfL Wolfsburg, gdzie występował do września 2007 roku, kiedy zdecydował się zakończyć piłkarską karierę. Przez ostatnich kilka miesięcy był rezerwowym.
W marcu 2008 roku, po półrocznej przerwie, wznowił karierę. Został zawodnikiem drugoligowego Bałkanu Botewgrad.
Z reprezentacją Bułgarii brał udział w Mundialu 1998 oraz Euro 2004. W lutym 2007 roku w towarzyskim spotkaniu z Łotwą zagrał w drużynie narodowej po raz pierwszy od września 2004.

## Sukcesy piłkarskie
- wicemistrzostwo Bułgarii 1996 z Lewskim Sofia
- mistrzostwo Niemiec 1998, półfinał Pucharu UEFA 2001 oraz ćwierćfinał Ligi Mistrzów 1999 z 1. FC Kaiserslautern

W reprezentacji Bułgarii od 1996 rozegrał 45 meczów i strzelił 6 goli - start w Mundialu 1998 (runda grupowa) i Euro 2004 (runda grupowa).